# Puchar Grecji w piłce siatkowej mężczyzn (2011)
Puchar Grecji w piłce siatkowej mężczyzn 2011 (gr. Κύπελλο Ανδρών 2011) - 25. sezon rozgrywek o siatkarski Puchar Grecji odbywających się od 1981 roku. Zainaugurowane zostały 26 stycznia i trwały do 19 marca 2011 roku. Brały w nich udział kluby z Greckiej Ligi Siatkówki A1.
Rozgrywki składały się z dwóch rund wstępnych, półfinałów i finału. W pierwszej rundzie drużyny zostały podzielone w pary. Zwycięzcy par awansowali do drugiej rundy, w której dołączyli do trzech rozstawionych drużyn (Olympiakos SFP, GS Iraklis i Panathinaikos AO). Losowanie par drugiej rundy odbyło się 27 stycznia w siedzibie Greckiego Związku Piłki Siatkowej. Po drugiej rundzie rozegrano półfinały i finał.
Finał odbył się 19 marca 2011 roku.

## Pierwsza runda
Mecze pierwszej rundy odbyły się 26 stycznia.
| 26.01.2011 | Aris Marmouris Saloniki | 3:0 (25:11, 25:18, 25:20) | EA Patron Luks |

| 26.01.2011 | MGS Ethnikos Aleksandropolis | 0:3 (18:25, 22:25, 12:25) | GS Lamia |

| 26.01.2011 | AO Kifisias | 3:1 (25:12, 19:25, 25:19, 25:22) | MGS Apollon Kalamaria |

| 26.01.2011 | ESOP Epikuros ISS | 1:3 (20:25, 25:22, 14:25, 13:25) | PAOK |

## Ćwierćfinały
| 16.02.2011 | Panellinios GS | 0:3 (15:25, 20:25, 21:25) | Olympiakos SFP |

| 16.02.2011 | GS Lamia | 0:3 (18:25, 21:25, 24:26) | Panathinaikos AO |

| 16.02.2011 | GS Iraklis | 3:0 (25:21, 26:24, 25:23) | Aris Marmouris Saloniki |

| 16.02.2011 | AO Kifisias | 2:3 (23:25, 25:20, 14:25, 25:16, 21:23) | PAOK |

## Półfinały
| 02.03.2011 | Olympiakos SFP | 3:2 (20:25, 25:21, 25:22, 17:25, 19:17) | Panathinaikos AO |

| 03.03.2011 | PAOK | 0:3 (25:27, 16:25, 22:25) | GS Iraklis |

## Finał
| 19.03.2011 | Olympiakos SFP | 3:1 (21:25, 25:20, 25:21, 25:12) | GS Iraklis |